# Chikao Ōtsuka
Chikao Ōtsuka (in kanji: 大塚 周夫, Ōtsuka Chikao; Tokyo, 5 luglio 1929 – Tokyo, 15 gennaio 2015) è stato un doppiatore giapponese.
È noto soprattutto per avere doppiato Capitan Uncino nell'anime Peter Pan, il Dr. Eggman in Sonic the Hedgehog, Goemon Ishikawa nella prima stagione di Lupin III, Maestro Xehanort di Kingdom Hearts, Gol D. Roger in One Piece, Jinpachi Mishima di Tekken, Piedmon e Apokarimon in Digimon Adventure e Big Boss in Metal Gear Solid 4: Guns of the Patriots.
Era il padre di Akio e Hōchū Ōtsuka, anche loro doppiatori. 
Mentre stava tornando dalla festa dell'anno nuovo della Aoni Productions, Ōtsuka cadde e venne ricoverato in ospedale e morì il 15 gennaio del 2015 all'età di ottantacinque anni dopo un infarto dovuta a una Cardiopatia ischemica.

## Doppiaggio

### Anime
- Digimon Adventure (Piedmon, Apocalymon)
- Dragon Ball (Tao Bai Bai)
- Dragon Ball Z (Tao Bai Bai)
- Hellsing (Arthur Hellsing)
- Le avventure di Lupin III (Goemon Ishikawa)
- Mobile Suit Gundam 00 (Aeolia Schenberg)
- One Piece (Gold D. Roger)
- Rocky Joe (Gondo Goromaki)
- Sonic X (Dr. Eggman, Gerald Robotnik)
- Vandread (nonno di Hibiki)

### OVA
- Hellsing Ultimate (Arthur Hellsing, Abraham Van Hellsing)
- Ken il guerriero - La leggenda di Julia (Ryuken)
- Ken il guerriero - La leggenda di Toki (Ryuken)
- Le bizzarre avventure di JoJo (Joseph Joestar)
- Mobile Suit Gundam 0083: Stardust Memory (Eiphar Synapse)

### Film d'animazione
- Dragon Ball - Il torneo di Miifan (Tao Bai Bai)
- Ken il guerriero (film) (Jagger)
- Ken il guerriero - La leggenda di Raoul (Ryuken)
- Ken il guerriero - La leggenda del vero salvatore (Ryuken)
- Lupin III - la leggenda dell'oro di Babilonia (Kowalski)
- Mobile Suit Gundam 0083: L'ultima scintilla di Zeon (Eiphar Synapse)
- Street Fighter II: The Animated Movie (Senoh)

### Videogiochi
- 2nd Super Robot Wars Alpha (Eiphar Synapse)
- 3rd Super Robot Wars Alpha (Eiphar Synapse)
- Asura's Wrath (Kalrow)
- Bushido Blade (Utsusemi)
- Dead or Alive: Dimensions (Gen Fu)
- Dead or Alive 5 (Gen Fu)
- Dragon Ball: Advanced Adventure (Tao Bai Bai)
- Dragon Ball Z: Budokai Tenkaichi (Tao Bai Bai)
- Dragon Ball Z: Budokai Tenkaichi 2 (Tao Bai Bai)
- Dragon Ball Z: Budokai Tenkaichi 3 (Tao Bai Bai)
- Dragon Ball: Revenge of King Piccolo (Tao Bai Bai)
- Dragon Ball: Origins 2 (Tao Bai Bai)
- Excitebike: Bun Bun Mario Battle (Wario)
- Final Fantasy XII (Dr. Cidolfus Demen Bunasa)
- Granblue Fantasy (Aletheia)
- Kingdom Hearts (Capitan Uncino)
- Kingdom Hearts: Chain of Memories (Capitan Uncino)
- Kingdom Hearts Re:Chain of Memories (Capitan Uncino)
- Kingdom Hearts Birth by Sleep (Maestro Xehanort)
- Kingdom Hearts 3D: Dream Drop Distance (Maestro Xehanort)
- Lost Odyssey (Re Gohtza)
- Mario & Sonic ai Giochi Olimpici (Dr. Eggman)
- Mario & Sonic ai Giochi Olimpici Invernali (Dr. Eggman)
- Mario & Sonic ai Giochi Olimpici di Londra 2012 (Dr. Eggman)
- Mario & Sonic ai Giochi Olimpici Invernali di Sochi 2014 (Dr. Eggman)
- Mario & Sonic ai Giochi Olimpici di Rio 2016 (Eggman Nega)
- Mario & Sonic ai Giochi Olimpici di Tokyo 2020 (Eggman Nega)
- Mega Man Zero 4 (Dr. Weil)
- Metal Gear Solid 4: Guns of the Patriots (Big Boss)
- Mobile Suit Gundam: Encounters in Space (Eiphar Synapse)
- No More Heroes: Heroes' Paradise (Dr. Peace)
- Panzer Dragoon Saga (The Seventh Emperor)
- Prince of Persia: Le sabbie del tempo (Re Shahraman)
- Sonic Adventure (Dr. Eggman)
- Sonic Shuffle (Dr. Eggman)
- Sonic Adventure 2 (Dr. Eggman, Professor Gerald Robotnik)
- Sonic Battle (Dr. Eggman)
- Sonic Heroes (Dr. Eggman)
- Sonic Advance 3 (Dr. Eggman)
- Sonic Rush (Dr. Eggman, Eggman Nega)
- Shadow the Hedgegog (Dr. Eggman, Prof. Gerald Robotnik)
- Sonic Riders (Dr. Eggman)
- Sonic the Hedgehog (videogioco 2006) (Dr. Eggman)
- Sonic e gli Anelli Segreti (Re Shahriyār)
- Sonic Rush Adventure (Dr. Eggman)
- Sonic Riders: Zero Gravity (Dr. Eggman)
- Sonic Unleashed (Dr. Eggman)
- Sonic Free Riders (Dr. Eggman)
- Sonic Colours (Dr. Eggman)
- Sonic Generations (Dr. Eggman, Dr. Eggman (classico))
- Sonic & All-Stars Racing Transformed (Dr. Eggman)
- Sonic: Lost World (Dr. Eggman)
- Sonic Boom: L'ascesa di Lyric (Dr. Eggman)
- Tech Romancer (Goldibus, Dr. Todoroki, General)
- Tekken 5 (Jinpachi Mishima Umano) con Takeshi Aono
- Tekken Tag Tournament 2 (Jinpachi Mishima)
- Valkyria Chronicles (Berthold Gregor)
- Valkyria Chronicles III (Berthold Gregor)
- Xenosaga Episode II: Jenseits von Gut und Bose (Patriarch)

### Ruoli doppiati
- Alice nel paese delle meraviglie (Stregatto)
- Buzz Lightyear da Comando Stellare - Si parte! (Hamm)
- Le avventure di Peter Pan (Capitan Uncino)
- Mulan (Fa Zhou)
- Mulan II (Fa Zhou)
- Toy Story (Hamm)
- Toy Story 2 - Woody e Buzz alla riscossa (Hamm)
- Toy Story 3 - La grande fuga (Hamm)